# Сичуанска пика
Сичуанска пика (лат. Ochotona muliensis) је врста сисара из реда двозубаца (Lagomorpha) и породице пика (Ochotonidae). 

## Распрострањење
Кина је једино познато природно станиште сичуанске/сечуанске пике.

## Станиште
Сичуанска пика има станиште на копну.

## Угроженост
Подаци о распрострањености сичуанске пике су недовољни.

### Популациони тренд
Популациони тренд за сичуанску пику је непознат.